# Pseudocalamobius lobatus
Pseudocalamobius lobatus là một loài bọ cánh cứng trong họ Cerambycidae.